# Coniopholis lepidiota
Coniopholis lepidiota är en skalbaggsart som beskrevs av Hermann Burmeister 1855. Coniopholis lepidiota ingår i släktet Coniopholis och familjen Melolonthidae. Inga underarter finns listade i Catalogue of Life.